# Sohawal

Sohawal était un État princier des Indes, dirigé par des souverains qui portèrent le titre de « rai » puis de « radjah ». Cette principauté subsista jusqu'en 1950 puis fut intégrée dans les États du Vindhya-Pradesh puis du Madhya Pradesh.

## Liste des souverains de Sohawal
- 1819-1830 Lal Aman Singh
- 1830-1833 Raghunath Singh
- 1833-1840 Aman Singh
- 1840-1865 Sheo Singh
- 1865-1899 Sher Jang Bahadur Singh
- 1899-1930 Bhagwant Bahadur Singh
- 1930-1950 Jagendra Bahadur Singh